# Maison forte de La Marcousse
 (juillet 2025).
Les ruines de la maison forte de La Marcousse sont les vestiges d'un ancien domaine noble situé sur la commune française de Poliénas dans le département de l'Isère, en région Auvergne-Rhône-Alpes. Historiquement située dans la province royale du Dauphiné. Les seuls vestiges du château aujourd'hui sont deux tours et des restes de maçonnerie. Les contours du domaine étaient encore visibles au début du XXe siècle. Les ruines se trouvent actuellement sur une propriété privée dont l’accès sans autorisation est interdit.

## Géographie
Le château se trouve sur une terrasse étroite à 220 m d’altitude entouré de plusieurs massifs calcaires, de bois à l'ouest, et d'un dénivelé d’une quarantaine de mètres à l'est.

## Historique

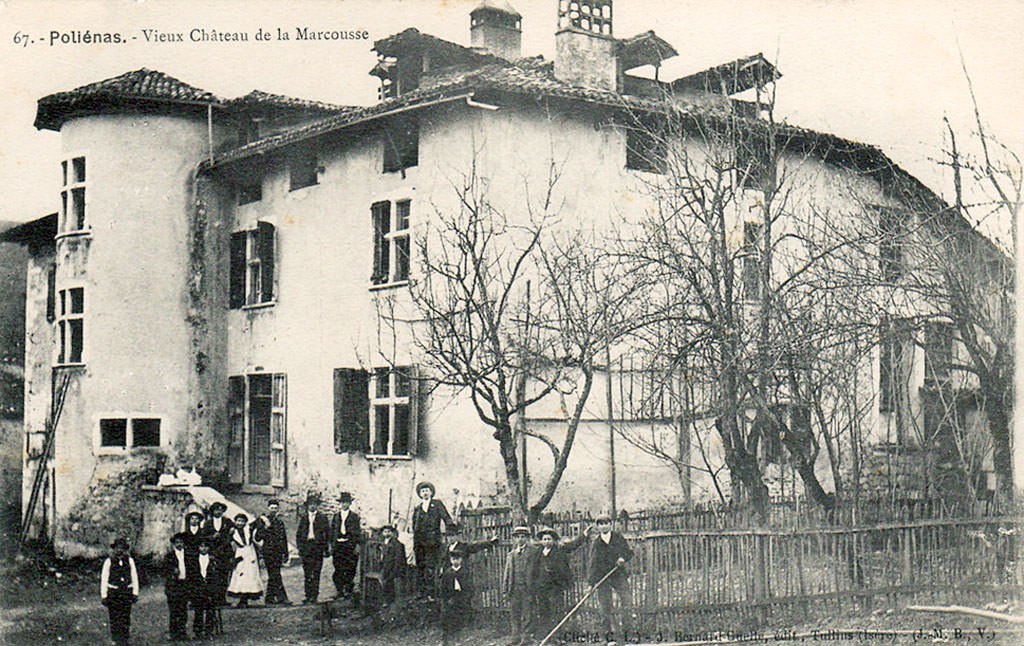
Carte postale ancienne de la maison forte de la Marcousse. Année 1900

Les origines de la Marcousse sont indéterminées, mais elle serait rattachée à une campagne d’édification de maisons fortes des seigneurs du Châteauneuf-de-l’Albenc et de Vinay aux confins de leur mandement avant 1346.
La première allusion distincte à la maison forte de la Marcousse remonte à 1453 dans un dénombrement qui accompagne un hommage prêté par Eynarde de la Balme et François de Chissé à Soffrey Alleman, seigneur de Châteauneuf.
Durant les XVe et XVIe siècles la Marcousse utilisera indifféremment le terme “maison”, “maison forte” et “maison d’habitation”. En revanche le mot “château” sera utilisé pour définir la Marcousse dès 1605 lors de l'achat des droits banaux au seigneur de Châteauneuf.
Le château fut occupé par le famille de Chissé de 1442 à 1694.
L'hôpital de Grenoble héritera du domaine en 1683. Elle sera vendue à son dernier bailleur au milieu du XXe siècle et deviendra une salle polyvalente pour le village.